# Grbovi dalmatinskog komunalnog plemstva – F
Za grbove dalmatinskog komunalnog plemstva ne vrijede zakoni heraldike zbog posebnih uvjeta nastanka i vlasnika istih.Grbovi dalmatinskog komunalnog plemstva pripadaju krugu talijanskog komunalnog plemstva gdje je tradicija opisivanja s gledišta promatrača. 
Grbovi s početnim slovom  F

## Grbovi
| Grb | Kuća i opis grba |
| --- | --- |
|     | Fabris (Zadar) Titula: - (HR) Podjela lijevo kosom zlatnom gredom. Gore: plavo polje, dolje: crveno polje. [1/29] - (HR) Podjela desno kosom zlatnim gredom. Gore na plavom polju tri šesterokrake zlatne zvijezde 2, 1, dolje: crveno polje. [1/29] |
|     | Fanfogna, Fanfonja (Zadar) Titula: Conte veneto, zadarsko plemstvo (HR) Vodoravna podjela. Gore zlatno polje, dolje crno polje, preko svega lav suprotnih boja polja. [1/5, 3/5] |
|     | Faoccich (Kotor) Titula: (HR) Na plavom polju dva zelena čempresa. [1/60] |
|     | Feltri od Vrane (Zadar) Titula: Conte (HR) Vodoravna podjela. Gore na zlatnom polju plavi dvoglavi orao okrunjen s dvije zlatne krune, dolje tri para lijevo kosih greda zlatno plave. [1/29] |
|     | Ferro (Kaštela) Titula: (HR) Kameni reljef, pročelje kule Ferro, Kaštel Štafilić. |
|     | Fenzi (Nin, Šibenik) Titula: Conte - (HR) I Na srebrenom polju lijevo kosa crvena greda, duž grede redom: zlatna šesterokraka zvijezda, srebreni polumjesec, šestero kraka zlatna zvijezda. Iznad grede su dva crvena cvijeta 1, 1 i šesterokraka zlatna zvijezda u desnom kutu, ispod grede su dva crvena cvijeta 1, 1 i šesterokraka zlatna zvijezda u lijevom kutu. [1/29] - (HR) I Na srebrenom polju lijevo kosa crvena greda, duž grede redom: zlatna petokraka zvijezda, srebreni polumjesec, petokraka zlatna zvijezda. Iznad grede su dva crvena cvijeta 1, 1 i petokraka zlatna zvijezda u desnom kutu, ispod grede su dva crvena cvijeta 1, 1 i petokraka zlatna zvijezda u lijevom kutu. [2] |
|     | Fondra (Zadar) Titula: (HR) Vodoravna podjela. Gore srebreno polje, dolje crveno polje. Preko svega zeleno stablo ukrštenih grana (hrast) s korjenjem na zelenom tlu, sa strana debla na crvenom polju dva zlatna lava okrunjena zlatnim krunama okrenuta prema deblu. [1/30] |
|     | Fondra Ferro (Zadar) Titula: - (HR) Podjela na četvrtine. 1 četvrtina na crvenom polju srebreni križ (malteški), 2 četvrtina na plavom polju zlatni slon nosi na sebi srebrenu kulu, 3 četvrtina na plavom polju tri desno kose crvene grede, 4 četvrtina na crvenom polju tri srebrene kocke 2, 1. [1/6] - (HR) Podjela na četvrtine. 1 četvrtina na plavom polju zlatni slon nosi na sebi srebrenu kulu slon hoda na zelenom tlu, 2 četvrtina na crvenom polju srebreni križ (malteški), 3 četvrtina na crvenom polju tri srebrene kocke 2, 1; 4 četvrtina tri para lijevo kosih greda plavo-crvene. [1/6]                                                                                             |